# 埼玉県の図書館一覧
埼玉県の図書館一覧（さいたまけんのとしょかんいちらん）は、埼玉県内にある全図書館を一覧にまとめたものである。（学校図書館を除く）

## 県立図書館
- 埼玉県立図書館
  - 熊谷図書館（熊谷市）
  - 熊谷図書館浦和分室（浦和区） - 埼玉県立浦和図書館閉館に伴い埼玉県立文書館内に開館）
  - 久喜図書館（久喜市）

## 市立図書館
さいたま市
- さいたま市図書館

川口市
- 川口市立図書館

上尾市
- 上尾市図書館

朝霞市
- 朝霞市立図書館

志木市
- 志木市立図書館

鴻巣市
- 鴻巣市立図書館

草加市
- 草加市立中央図書館

蕨市
- 蕨市立図書館

戸田市
- 戸田市立図書館

和光市
- 和光市図書館

新座市
- 新座市立図書館

桶川市
- 桶川市図書館

北本市
- 北本市立図書館

東松山市
- 東松山市立図書館

入間市
- 入間市立図書館

川越市
- 川越市立図書館

所沢市
- 所沢市立図書館

飯能市
- 飯能市立図書館

狭山市
- 狭山市立図書館

ふじみ野市
- ふじみ野市立図書館

富士見市
- 富士見市立図書館

坂戸市
- 坂戸市立図書館

鶴ヶ島市
- 鶴ヶ島市立図書館

日高市
- 日高市立図書館

三郷市
- 三郷市立図書館

幸手市
- 幸手市立図書館

吉川市
- 吉川市立図書館

行田市
- 行田市立図書館

加須市
- 加須市立図書館

羽生市
- 羽生市立図書館

春日部市
- 春日部市立図書館

久喜市
- 久喜市立図書館

越谷市
- 越谷市立図書館

八潮市
- 八潮市立図書館

蓮田市
- 蓮田市図書館

白岡市
- 白岡市立図書館

熊谷市
- 熊谷市立図書館

深谷市
- 深谷市立図書館

本庄市
- 本庄市立図書館

秩父市
- 秩父市立図書館

## 町村立
伊奈町
- 伊奈町立図書館

滑川町
- 滑川町立図書館

嵐山町
- 知識の森嵐山町立図書館

小川町
- 小川町立図書館

ときがわ町
- ときがわ町立図書館

川島町
- 川島町立図書館

吉見町
- 吉見町立図書館

鳩山町
- 鳩山町立図書館

三芳町
- 三芳町立図書館

毛呂山町
- 毛呂山町立図書館

越生町
- 越生町立図書館

杉戸町
- 杉戸町立図書館

松伏町
- 松伏町中央公民館図書室

宮代町
- 宮代町立図書館

寄居町
- 寄居町立図書館

美里町
- 美里町立図書館

神川町
- 神川町図書室

上里町
- 上里町立図書館

横瀬町
- 横瀬町立図書館

皆野町
- 皆野町公民館図書室

長瀞町
- 長瀞町中央公民館図書室

小鹿野町
- 小鹿野町立図書館

東秩父村
- 東秩父村立図書館

## 私立図書館
- 大宅壮一文庫越生分館 - 入間郡越生町
- 角川武蔵野ミュージアム - 所沢市